# Sean Penn
Sean Justin Penn (Santa Monica, 17 agosto 1960) è un attore, regista e produttore cinematografico statunitense.
È stato per cinque volte nominato all'Oscar come miglior attore, vincendolo in due occasioni. Interprete camaleontico, è famoso per le partecipazioni a celebri film tra i quali Carlito's Way, Dead Man Walking - Condannato a morte, La sottile linea rossa, Mystic River (premio Oscar al miglior attore protagonista nel 2004), 21 grammi e Milk (premio Oscar al miglior attore protagonista nel 2009) e per la regia, produzione e sceneggiatura di Into the Wild - Nelle terre selvagge (2007).
Ha vinto i principali premi di interpretazione nei più prestigiosi festival; l'Orso d'argento al migliore attore al Festival di Berlino per Dead Man Walking - Condannato a morte, il Prix d'interprétation masculine al Festival di Cannes per She's So Lovely - Così carina e 2 volte la Coppa Volpi per la migliore interpretazione maschile alla Mostra internazionale d'arte cinematografica di Venezia per Bugie, baci, bambole & bastardi e 21 grammi.

## Biografia

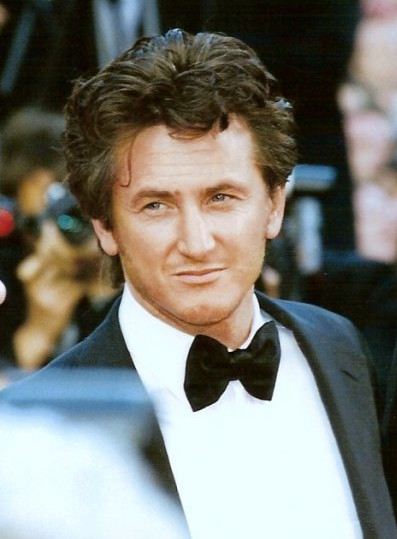
Sean Penn al Festival di Cannes 1997

Nasce nella contea di Los Angeles, California, dal regista e attore Leo Penn e dall'attrice Eileen Ryan. I nonni paterni erano ebrei immigrati dalla Russia e dalla Lituania. Ha origini spagnole da parte del padre, infatti il vero cognome del nonno paterno era Piñón. La madre Eileen invece è cattolica, di origini italo-irlandesi. Ha due fratelli: Michael (1958, musicista) e Chris (1965-2006, attore, morto di cardiomiopatia).
Penn frequentò la Santa Monica High School, e cominciò a girare i suoi primi cortometraggi con alcuni dei suoi amici d'infanzia, tra cui i fratelli Emilio Estevez e Charlie Sheen, che vivevano nei pressi della sua casa.

## Carriera
Il suo esordio come attore avviene nel 1974 in un episodio della serie La casa nella prateria, mentre il suo debutto cinematografico risale al 1981 con Taps - Squilli di rivolta; in seguito si specializza nel ruolo del giovane violento e ribelle, prima in Bad Boys (1983), crudo melodramma ambientato in un riformatorio, poi ne Il gioco del falco (1985) di J. Schlesinger accanto a Timothy Hutton e successivamente in A distanza ravvicinata (1986), storia vera di un ragazzo succube di un padre delinquente e molestatore.
Dopo alcune prove nelle commedie Shanghai Surprise (1986) e Non siamo angeli (1989), dove recita rispettivamente con l'ex moglie Madonna e l'amico Robert De Niro, interpreta poi un avvocato cinico e corrotto nel gangster-movie Carlito's Way (1993) di Brian De Palma, accanto ad Al Pacino.

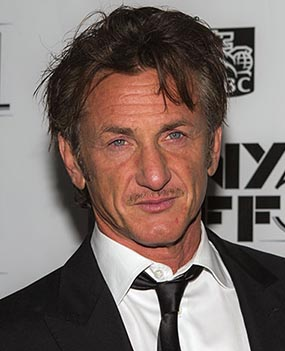
Sean Penn al New York Film Festival per la prima di I sogni segreti di Walter Mitty (2013)

Nel 1991 debutta nella regia con Lupo solitario, affresco disperato della provincia americana, a cui segue 5 anni dopo 3 giorni per la verità (1996), storia di un padre che si vendica dell'assassino del figlio. Nel 1996 è il protagonista del discusso Dead Man Walking - Condannato a morte di Tim Robbins, grazie al quale ottiene l'Orso d'argento per il miglior attore al Festival di Berlino e la sua prima nomination come miglior attore protagonista agli Oscar; nel 1997 interpreta, con l'allora moglie Robin Wright e John Travolta, il protagonista di She's So Lovely - Così carina di Nick Cassavetes, con cui si aggiudica il premio per la miglior interpretazione maschile al Festival di Cannes; seguono poi U Turn - Inversione di marcia, The Game - Nessuna regola e Piscine - Incontri a Beverly Hills.
Premiato come miglior attore pure nel 1998, stavolta al Festival di Venezia, per Bugie, baci, bambole & bastardi, nello stesso anno è tra i protagonisti del corale La sottile linea rossa di Terrence Malick; Woody Allen lo vuole poi come interprete del chitarrista geniale e squinternato di Accordi e disaccordi, con cui concorre agli Oscar per la seconda volta; considerevole anche la sua partecipazione a Il mistero dell'acqua di Kathryn Bigelow. Nel 2001 ottiene la terza nomination agli Academy Award come miglior attore per la sua interpretazione di un padre disabile in Mi chiamo Sam di Jessie Nelson.
Alternata la recitazione con la regia (La promessa, più un episodio in 11 settembre 2001), nel 2003 vince di nuovo la Coppa Volpi a Venezia e l'anno successivo si aggiudica l'Oscar come miglior attore protagonista e il Golden Globe con una grande interpretazione in Mystic River, di Clint Eastwood, dove ha il ruolo di un padre di famiglia con un passato criminale la cui vita viene sconvolta dall'assassinio della figlia. Nel 2004 interpreta il ruolo del protagonista in The Assassination, la storia vera del tentativo sventato di Samuel Byck, un modesto negoziante di Cincinnati, di far schiantare un piccolo aereo sulla Casa Bianca allo scopo di uccidere il presidente Nixon. L'anno successivo recita con Nicole Kidman in The Interpreter, girato nel Palazzo di Vetro dell'ONU messo a disposizione da Kofi Annan.
Nel 2007 torna dietro la macchina da presa per dirigere l'intensa storia di Christopher McCandless in Into the Wild - Nelle terre selvagge, tuttora il film di maggior successo del regista; Penn ha dovuto attendere oltre dieci anni per ottenere i diritti dall'autore del libro da cui è tratto il film, Jon Krakauer, e poter realizzare la pellicola. Nel maggio del 2008 è presidente della giuria del Festival di Cannes.
Il 22 febbraio 2009 vince il suo secondo Oscar per la performance in Milk, dove interpreta Harvey Milk, paladino dei diritti gay assassinato nel 1978: entra così a far parte della ristretta cerchia (Spencer Tracy, Gary Cooper, Fredric March, Marlon Brando, Dustin Hoffman, Jack Nicholson, Tom Hanks, Daniel Day-Lewis e Anthony Hopkins) degli attori che hanno ottenuto due Oscar per il miglior attore protagonista. Torna poi a lavorare con Terrence Malick in The Tree of Life nel 2011; successivamente, nello stesso anno, Paolo Sorrentino lo sceglie come protagonista (una rockstar in rovina) in This Must Be the Place. Nel 2013 è Mickey Cohen nel gangster movie Gangster Squad. Negli anni a venire, recita in film di scarso successo, come The Gunman e Il professore e il pazzo, ed è anche regista de Il tuo ultimo sguardo, con l'allora compagna Charlize Theron e Javier Bardem, e Una vita in fuga, in cui dirige se stesso e la figlia Dylan, che non convincono né pubblico né critica, mentre nel 2021 Paul Thomas Anderson gli offre una parte nel suo acclamato Licorice Pizza. 

## Vita privata

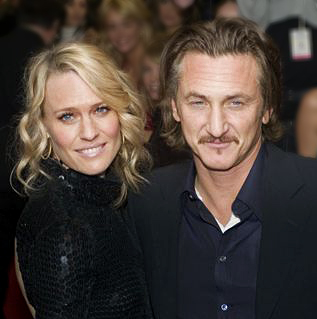
Sean Penn e l'ex moglie Robin Wright alla prima di Tutti gli uomini del re (2006)

Negli anni ottanta è brevemente fidanzato con le attrici Pamela Springsteen (conosciuta sul set di Fuori di testa), Elizabeth McGovern (conosciuta sul set di In gara con la luna) e Susan Sarandon.
Nell'agosto del 1985, la vita personale di Penn comincia ad attirare l'attenzione dei media dopo il suo primo matrimonio con la cantante Madonna a Malibù. I due recitano insieme in Shanghai Surprise, e Madonna gli dedica il suo terzo album intitolato True Blue, dove definisce l'attore californiano come "il ragazzo più cool dell'universo". La relazione è segnata anche da violente reazioni contro la stampa, tra cui un incidente nel quale Penn viene arrestato per aver aggredito un fotografo su un set cinematografico. Per quest'episodio, l'attore è condannato a 60 giorni di carcere a metà del 1987, scontandone 33. Più tardi Penn viene anche accusato di violenza domestica. Nel gennaio 1989 i due firmano le carte per il divorzio.
Dopo 7 anni di fidanzamento, nel 1996 sposa l'attrice Robin Wright, da cui ha avuto due figli: Dylan Penn (1991) e Hopper Jack (1993). Alla fine del 2007, la coppia annuncia la separazione. Penn e la moglie si riconciliano brevemente un paio di volte, per poi annunciare il divorzio definitivo nel 2010. Anche Robin Wright cita fra le cause di divorzio il comportamento violento e abusivo avuto da Penn nei confronti di lei e dei suoi figli.
Nel 2011 ha una relazione di cinque mesi con l'attrice Scarlett Johansson. Tra il 2014 e il 2015 è sentimentalmente legato all'attrice Charlize Theron. Nel 2016 si lega a Leila George, figlia degli attori Greta Scacchi e Vincent D'Onofrio, che poi sposa il 30 luglio 2020. La coppia divorzia il 15 ottobre 2021.
Fan del grande Charles Bukowski, Lloyd Cole, cantautore britannico, gli ha dedicato la canzone Sean Penn Blues, contenuta nell'album Mainstream del 1987.

## Attivismo
Sean Penn è sostenitore dei diritti gay e favorevole al matrimonio tra persone dello stesso sesso, infatti è protagonista nel 2008 del film Milk per cui vince l'Oscar. Durante il discorso d'accettazione del premio dichiara:
In risposta a chi manifestava contro le unioni omosessuali e indirizzava insulti all'attore Heath Ledger (per il suo ruolo nel film I segreti di Brokeback Mountain) al di fuori del Kodak Theatre, in cui si svolge la cerimonia degli Oscar, dice:
Sul fronte della politica estera, Penn è contrario alla guerra in Iraq e ha anche prodotto un film-documentario al riguardo intitolato War made Easy. Dal 2003 non ha mai nascosto il suo disaccordo per le scelte dell'allora Presidente George W. Bush e il suo supporto per il Presidente Barack Obama. Ha inoltre sostenuto la politica del presidente del Venezuela Hugo Chávez, marxista terzomondista. Nel marzo 2010, l'attore ha dichiarato che i giornalisti che lo diffamano chiamandolo dittatore meriterebbero di essere arrestati.
Alla morte di Chávez nel 2013, Penn lo ha così commemorato:
(Sean Penn il 6 marzo 2013)
Sean Penn inoltre fa parte dell'Advisory Board dell'organizzazione per la protezione della vita marina Sea Shepherd.
Dopo l'attacco russo nei confronti dell'Ucraina, nel febbraio 2022 si reca a Kiev con il fine di girare un documentario che testimoni gli effetti devastanti dell'invasione, ricevendo i ringraziamenti del presidente ucraino Volodymyr Zelens'kyj. L'attore, che era già stato in Ucraina nel novembre del 2021, raggiunge la zona di guerra della capitale dopo essere arrivato nel paese prima della chiusura dello spazio aereo, e partecipa nella giornata del 24 febbraio ad una conferenza con la vice primo ministro Iryna Vereshchuk, come testimoniato dalle foto ufficiali. La conferma della presenza di Penn in Ucraina è arrivata anche dalla casa produttrice del film-documentario.

## Controversie
- Durante la presentazione di Penn agli Oscar del 2015 per il miglior film, l'attore californiano disse: "Chi ha dato a questo figlio di puttana la green card?" prima di presentare Alejandro González Iñárritu per Birdman. La frase venne ritenuta da alcune persone profondamente razzista nei confronti dei latinoamericani in primis, e in secondo luogo offensivo anche per tutti coloro che tentano di emigrare legalmente negli Stati Uniti. Tuttavia Iñarritu affermò che si trattava solamente di uno scherzo tra lui e Penn, che avevano già lavorato insieme in 21 grammi, e definì la battuta dell'amico "esilarante". Lo stesso Penn affermò di non voler assolutamente chiedere scusa a nessuno, definendo stupidi coloro che non hanno colto l'ironia del commento.[29]
- Nel gennaio 2016 Sean Penn è stato al centro di una polemica per aver intervistato, dopo aver ottenuto un incontro segreto con la mediazione dell'attrice Kate del Castillo, il latitante narcotrafficante messicano Joaquín Guzmán detto "El Chapo", poco prima della sua ricattura.[30][31]

## Filmografia

### Attore

#### Cinema
- Taps - Squilli di rivolta (Taps), regia di Harold Becker (1981)
- Fuori di testa (Fast Times at Ridgemont High), regia di Amy Heckerling (1982)
- Bad Boys, regia di Rick Rosenthal (1983)
- Summerspell, regia di Lina Shanklin (1983)
- Risky Business - Fuori i vecchi... i figli ballano (Risky Business), regia di Paul Brickman (1983) - cameo
- Crackers, regia di Louis Malle (1984)
- In gara con la luna (Racing with the Moon), regia di Richard Benjamin (1984)
- Il gioco del falco (The Falcon and the Snowman), regia di John Schlesinger (1985)
- A distanza ravvicinata (At Close Range), regia di James Foley	(1986)
- Shanghai Surprise, regia di Jim Goddard (1986)
- Colors - Colori di guerra (Colors), regia di Dennis Hopper (1988)
- Berlino - Opzione zero (Judgment in Berlin), regia di Leo Penn (1988)
- Vittime di guerra (Casualties of War), regia di Brian De Palma (1989)
- Non siamo angeli (We're No Angels), regia di Neil Jordan (1989)
- Cool Blue, regia di Mark Mullin e Richard Shepard (1990)
- Stato di grazia (State of Grace), regia di Phil Joanou (1990)
- Carlito's Way, regia di Brian De Palma (1993)
- Dead Man Walking - Condannato a morte (Dead Man Walking), regia di Tim Robbins (1995)
- Prove d'accusa (Loved), regia di Erin Dignam (1997)
- She's So Lovely - Così carina (She's So Lovely), regia di Nick Cassavetes (1997)
- U Turn - Inversione di marcia (U Turn), regia di Oliver Stone (1997)
- The Game - Nessuna regola (The Game), regia di David Fincher (1997)
- Piscine - Incontri a Beverly Hills (Hugo Pool), regia di Robert Downey Sr. (1997)
- Bugie, baci, bambole & bastardi (Hurlyburly), regia di Anthony Drazan (1998)
- La sottile linea rossa (The Thin Red Line), regia di Terrence Malick (1998)
- Essere John Malkovich (Being John Malkovich), regia di Spike Jonze (1999) - cameo
- Accordi e disaccordi (Sweet and Lowdown), regia di Woody Allen (1999)
- Una notte per decidere (Up at the Villa), regia di Philip Haas (2000)
- Prima che sia notte (Before Night Falls), regia di Julian Schnabel (2000)
- Il mistero dell'acqua (The Weight of Water), regia di Kathryn Bigelow (2000)
- Mi chiamo Sam (I Am Sam), regia di Jessie Nelson (2001)
- Le forze del destino (It's All About Love), regia di Thomas Vinterberg (2003)
- Pauly Shore Is Dead, regia di Pauly Shore (2003)
- Mystic River, regia di Clint Eastwood (2003)
- 21 grammi (21 Grams), regia di Alejandro González Iñárritu (2003)
- The Assassination (The Assassination of Richard Nixon), regia di Niels Mueller (2004)
- The Interpreter, regia di Sydney Pollack (2005)
- Tutti gli uomini del re (All the King's Men), regia di Steven Zaillian (2006)
- Disastro a Hollywood (What Just Happened?), regia di Barry Levinson (2008)
- Milk, regia di Gus Van Sant (2008)
- Fair Game - Caccia alla spia (Fair Game), regia di Doug Liman (2010)
- The Tree of Life, regia di Terrence Malick (2011)
- This Must Be the Place, regia di Paolo Sorrentino (2011)
- Gangster Squad, regia di Ruben Fleischer (2013)
- I sogni segreti di Walter Mitty (The Secret Life of Walter Mitty), regia di Ben Stiller (2013)
- The Gunman, regia di Pierre Morel (2015)
- Il professore e il pazzo (The Professor and the Madman), regia di Farhad Safinia (2019)
- Una vita in fuga (Flag Day), regia di Sean Penn (2021)
- Licorice Pizza, regia di Paul Thomas Anderson (2021)
- Città d'asfalto (Black Flies), regia di Jean-Stéphane Sauvaire (2023)
- Una notte a New York (Daddio), regia di Christy Hall (2023)
- Una battaglia dopo l'altra (One Battle After Another), regia di Paul Thomas Anderson (2025)

#### Televisione
- La casa nella prateria (Little House on the Prairie)  – serie TV, episodio 1x11 (1974)
- Hellinger's Law - film TV (1981)
- La strana morte di Randy Webster (The Killing of Randy Webster), regia di Sam Wanamaker - film TV (1981)
- Friends - serie TV, 2 episodi (2001)
- Due uomini e mezzo (Two and a Half Men) - serie TV, episodio 2x01 (2004)
- I Griffin (Family Guy) - serie TV, episodio 15x06 (2016)
- The First - serie TV (2018)
- Gaslit - miniserie TV (2022)

#### Documentari
- A letto con Madonna (Truth or Dare: In Bed with Madonna), regia di Alek Keshishian (1991)
- Dogtown and Z-Boys, regia di Stacy Peralta (2001)

### Regista

#### Cinema
- Lupo solitario (The Indian Runner) (1991)
- 3 giorni per la verità (The Crossing Guard) (1995)
- La promessa (The Pledge) (2001)
- USA, episodio di 11 settembre 2001 (11'09''01 - September 11) (2002)
- Into the Wild - Nelle terre selvagge (Into the Wild) (2007)
- Il tuo ultimo sguardo (The Last Face) (2016)
- Una vita in fuga (Flag Day) (2021)

#### Videoclip
- Live to tell di Madonna (1986)
- North Dakota di Lyle Lovett (1992)
- Dance with the One That Brought You di Shania Twain (1993)
- You Were Meant for Me di Jewel (1996)
- Highway Patrolman di Bruce Springsteen (2000)
- The Barry Williams Show di Peter Gabriel (2002)
- Queenie Eye di Paul McCartney (2013)
- I Forgive It All dei Mudcrutch (2016)

### Sceneggiatore
- Lupo solitario (The Indian Runner), regia di Sean Penn (1991)
- 3 giorni per la verità (The Crossing Guard), regia di Sean Penn (1995)
- Into the Wild - Nelle terre selvagge (Into the Wild), regia di Sean Penn (2007)
- The Gunman, regia di Pierre Morel (2015)

### Produttore
- Lupo solitario (The Indian Runner), regia di Sean Penn (1991)
- 3 giorni per la verità (The Crossing Guard), regia di Sean Penn (1995)
- Prove d'accusa (Loved), regia di Erin Dignam (1997)
- She's So Lovely - Così carina (She's So Lovely), regia di Nick Cassavetes (1997)
- La promessa (The Pledge), regia di Sean Penn (2001)
- Into the Wild - Nelle terre selvagge (Into the Wild), regia di Sean Penn (2007)
- Witch Hunt, regia di Don Hardy Jr. e Dana Nachman (2008) - documentario
- Dirty Hands Caravan, regia di Alison Thompson (2010) - documentario
- Love Hate Love, regia di Don Hardy Jr. e Dana Nachman (2011) - documentario
- Sebastian Beach One Fine Day, regia di Billy Yeager (2012) - documentario
- The Human Experiment, regia di Don Hardy Jr. e Dana Nachman (2013) - documentario
- The Gunman, regia di Pierre Morel (2015)
- Città d'asfalto (Black Flies), regia di Jean-Stéphane Sauvaire (2023)

## Teatro
- Heartland, di Kevin Heelan, regia di Art Wolff. Century Theatre di Broadway (1981)
- Slab Boys, di John Byrne, regia di Robert Allan Ackerman. Playhouse Theatre di Broadway (1983)

## Riconoscimenti
- Premio Oscar
  - 1996 – Candidatura al migliore attore per Dead Man Walking - Condannato a morte
  - 2000 – Candidatura al migliore attore per Accordi e disaccordi
  - 2002 – Candidatura al migliore attore per Mi chiamo Sam
  - 2004 – Migliore attore per Mystic River
  - 2009 – Migliore attore per Milk

- Golden Globe
  - 1994 – Candidatura al miglior attore non protagonista per Carlito's Way
  - 1996 – Candidatura al miglior attore in un film drammatico per Dead Man Walking - Condannato a morte
  - 2000 – Candidatura al miglior attore in un film commedia o musicale per Accordi e disaccordi
  - 2004 – Miglior attore in un film drammatico per Mystic River
  - 2009 – Candidatura al miglior attore in un film drammatico per Milk

Altri premi
- Chlotrudis Awards 1996 - Miglior attore per Dead Man Walking - Condannato a morte
- Independent Spirit Awards 1996 - Miglior attore per Dead Man Walking - Condannato a morte
- Festival internazionale del cinema di Berlino 1996 - Orso d'argento per il miglior attore per Dead Man Walking - Condannato a morte
- Festival di Cannes 1997 - Prix d'interprétation masculine per She's So Lovely - Così carina
- Coppa Volpi 1998 - Migliore interpretazione maschile per Bugie, baci, bambole & bastardi
- Independent Spirit Awards 1998 - Miglior attore per Bugie, baci, bambole & bastardi
- Chlotrudis Awards 2000 - Miglior attore per Accordi e disaccordi
- Satellite Award 2000 - Miglior attore per Accordi e disaccordi
- Critics' Choice Movie Awards 2002 - Miglior attore per Mi chiamo Sam
- Coppa Volpi 2003 - Migliore interpretazione maschile per 21 grammi
- Boston Society of Film Critics Award 2004 - Miglior cast per Mystic River
- Florida Film Critics Circle Award 2004 - Miglior attore per Mystic River e 21 grammi
- Critics' Choice Movie Awards 2004 - Miglior attore per Mystic River
- Kansas City Film Critics Circle Awards 2004 - Miglior attore per Mystic River
- Las Vegas Film Critics Society Awards 2004 - Miglior attore per Mystic River e 21 grammi
- London Critics Circle Film Awards 2004 - Miglior attore per Mystic River
- National Board of Review Award 2004 - Miglior attore per Mystic River e 21 grammi
- Vancouver Film Critics Circle Award 2004 - Miglior attore per Mystic River
- Phoenix Film Critics Society Award 2004 - Miglior cast per 21 grammi
- Satellite Award 2004 - Miglior attore per Mystic River e 21 grammi
- Boston Society of Film Critics Award 2008 - Miglior attore per Milk
- Los Angeles Film Critics Association Award 2008 - Miglior attore per Milk
- New York Film Critics Circle Awards 2008 - Miglior attore per Milk
- Southeastern Film Critics Association Award 2008 - Miglior attore per Milk
- Screen Actors Guild Awards 2009 - Miglior attore per Milk
- Critics' Choice Movie Awards 2008 - Miglior attore per Milk
- Critics' Choice Movie Awards 2008 - Miglior cast corale per Milk
- Austin Film Critics Association 2008 - Miglior attore per Milk
- Dallas-Fort Worth Film Critics Association Awards 2008 - Miglior attore per Milk
- Phoenix Film Critics Society Award 2009 - Miglior attore per Milk
- San Francisco Film Critics Circle Awards 2009 - Miglior attore per Milk
- National Society of Film Critics Awards 2009 - Miglior attore per Milk
- Vancouver Film Critics Circle Award 2009 - Miglior attore per Milk
- Premi César 2015 - Premio alla carriera

## Doppiatori italiani
Nelle versioni in italiano delle opere in cui ha recitato, Sean Penn è stato doppiato da:
- Massimo Rossi in Bad Boys, Il gioco del falco, A distanza ravvicinata, Shanghai Surprise, Colors - Colori di guerra, Stato di grazia, Carlito's Way, Dead Man Walking - Condannato a morte, Prove d'accusa, She's So Lovely - Così carina, The Game - Nessuna regola, Bugie, baci, bambole & bastardi, La sottile linea rossa, Essere John Malkovich, Accordi e disaccordi, Una notte per decidere, Il mistero dell'acqua, Mi chiamo Sam, Dogtown and Z-Boys, Mystic River, 21 grammi, The Assassination, The Interpreter, Tutti gli uomini del re, Disastro a Hollywood, Milk, Fair Game - Caccia alla spia, The Tree of Life, This Must Be the Place, Gangster Squad, I sogni segreti di Walter Mitty, The Gunman, The First, Il professore e il pazzo, Una vita in fuga, Licorice Pizza, Gaslit, Città d'asfalto, Una notte a New York
- Francesco Pannofino in Fuori di testa, Vittime di guerra, Non siamo angeli, Due uomini e mezzo
- Marco Mete in Friends, U Turn - Inversione di marcia
- Tonino Accolla in Taps - Squilli di rivolta
- Giorgio Borghetti in Crackers
- Sandro Acerbo in In gara con la luna
- Francesco Vairano in Berlino - Opzione zero
- Giorgio Bonino in Piscine - Incontri a Beverly Hills
- Luigi Ferraro in Prima che sia notte
- Loris Loddi in Le forze del destino
- Andrea Lavagnino in Prove d'accusa (ridoppiaggio)

Da doppiatore è sostituito da:
- Massimo Rossi ne I Griffin